# Курск (посёлок, Ленинградская область)
Курск — посёлок в Большеврудском сельском поселении Волосовского района Ленинградской области.

## Название
- по одной версии, название происходит от смолокурительного промысла, которым занималось местное население
- по другой версии, от названия города Курска[2].

## История
По данным 1966 и 1973 годов посёлок Курск в составе Волосовского района не значился.
По данным 1990 года посёлок Курск являлся административным центром Остроговицкого сельсовета Волосовского района в который входил 21 населённый пункт, общей численностью населения 2458 человек. В самом посёлке Курск проживали 1077 человек.
В 1997 году в посёлке Курск проживали 1222 человека, посёлок являлся административным центром Остроговицкой волости, в 2002 году — 1231 человек (русские — 91 %).
По данным 2007 года посёлок Курск являлся административным центром Курского сельского поселения Волосовского района, численность населения посёлка составляла 1177 человек, в 2010 году — 1259, в 2013 году — 1310 человек.
В мае 2019 года посёлок вошёл в состав Большеврудского сельского поселения.

## География
Посёлок расположен в западной части района на автодороге 41А-187 (Пружицы — Красный Луч) в месте примыкания к ней автодороги 41К-054 (Новые Смолеговицы — Курск).
Расстояние до районного центра — 45 км.
Расстояние до ближайшей железнодорожной станции Молосковицы — 11 км.

## Демография
| 1990  | 1997  | 2002  | 2007  | 2010  | 2013  | 2014  |
| ----- | ----- | ----- | ----- | ----- | ----- | ----- |
| 1077  | ↗1222 | ↗1231 | ↘1177 | ↗1259 | ↗1310 | ↗1340 |
| 2017  |       |       |       |       |       |       |
| ↘1331 |       |       |       |       |       |       |

### Национальный состав
Согласно данным Всероссийской переписи населения 2021 года в посёлке проживали 1177 человек, из них:
 русские — 1125 (казаки — 2), украинцы — 10, белорусы — 6, армяне — 6, молдаване — 4, татары — 4, удмурты — 4, казахи — 3, киргизы — 2, азербайджанцы — 1, евреи — 1, литовцы — 1, немцы — 1, узбеки — 1, другие национальности — 4 человека, остальные национальность не указали.

## Инфраструктура
- Фельдшерско-акушерский пункт[18]
- Дом культуры (строится)[19]